# Charles Watson-Wentworth
Charles Watson-Wentworth, 2. markýz z Rockinghamu (13. květen 1730 – 1. červenec 1782) byl britský státník, člen strany Whigů, známý jako politik, který ve dvou obdobích zastával funkci britského premiéra. V době, kdy se aktivně zapojil do politiky, zastával pouze dvě významné pozice (premiér a předsedající Dolní sněmovny), ale byl velmi vlivným politikem.

## Mládí
Watson se narodil 13. května 1730 v Rotherhamu v South Yorkshire a byl dědicem Thomase Wentwortha, 1. hraběte ze Staffordu. Studoval na Westminsterské škole a roku 1746 se přestěhoval do Carlisle, kde se připojil k princi Williamovi, mladšímu synovi Jiřího II. O čtyři roky později byl jmenován hrabětem z Maltonu a krátce nato zdědil i titul hraběte po svém otci.

## Politická kariéra
Následující rok se stal členem Sněmovny lordů a roku 1751 se stal správcem královské domácnosti u Jiřího II. Byl povýšen do rytířského stavu a roku 1761 mu byl udělen podvazkový řád. Roku 1762 pověřil Jiří III. svého učitele Johna Stuarta funkcí premiéra. O několik měsíců později se proti němu v parlamentu zvedla opozice vedená předchozím premiérem Pelham-Hollesem, ke které se připojil i Watson, a která dosáhla Stuartovo odvolání. V následujících letech se stal Watson vůdcem Pelhamových spojenců.
Neoblíbenost dalšího premiéra Grenvilleho u krále a jeho neschopnost získat parlamentní většinu vedla roku 1765 k jeho odvolání a po jednáních byl Watson pověřen sestavením vlády. Ten jmenoval své spojence Conwaye a Fotzroye správci severní a jižní části země. Jeho soukromým tajemníkem se stal Edmund Burke, irský státník a filozof. Ten se stal Watsonovým přítelem, politickým spojencem a rádcem. Nicméně vnitřní rozpory ve vládě vedly k Watsonově rezignaci a jmenování Williama Pitta premiérem.
Následujících šestnáct let strávil Watson v opozici. Byl silným podporovatelem ústavních práv kolonistů a podporoval nárok Amerických kolonií na nezávislost. Roku 1782 byl podruhé jmenován do funkce premiéra a v této pozici podporoval ukončení americké války za nezávislost a uznal samostatnost Spojených států amerických. Období této vlády však po čtrnácti týdnech ukončila jeho smrt.